# Berrima (Schiff, 1913)
Die Berrima war ein 1913 in Dienst gestelltes Passagierschiff der britischen Reederei Peninsular and Oriental Steam Navigation Company (P&O), das im Auswandererverkehr von Großbritannien nach Australien eingesetzt wurde. Im Ersten Weltkrieg überstand das Schiff im Dienst als Truppentransporter einen U-Boot-Angriff und war nach dem Krieg wieder im regulären Passagierverkehr tätig. 1930 wurde die Berrima nach Japan zum Abbruch verkauft.

## Das Schiff
1910 kaufte P&O die Anteile der britischen Reederei Blue Anchor Line (London) auf, die sich von dem Verlust ihres Passagierschiffs Waratah im Jahr zuvor nicht mehr erholt hatte. P&O übernahm den  Australienservice der Blue Anchor Line und benannte ihn in P&O Branch Line um. Bei der Werft Caird & Company im schottischen Greenock wurden umgehend fünf neue Schwesterschiffe für den neuen Auswandererverkehr nach Australien in Auftrag gegeben. Als erstes dieser fünf Schiffe wurde 1911 die 11.120 BRT große Ballarat fertiggestellt. Ihr folgten 1912 die Beltana (11.120 BRT), 1913 die Benalla (11.118 BRT) und die Berrima (11.137 BRT) und 1914 die Borda (11.136 BRT). Die Baukosten der Berrima allein beliefen sich auf 209,456 Pfund Sterling (nach damaligen Geldwert).
Das 152,43 Meter lange Dampfschiff Berrima hatte einen Schornstein, zwei Masten und zwei Propeller und wurde von zwei vierzylindrigen Vierfachexpansions-Dampfmaschinen der Bauwerft angetrieben, die 9000 PSi leisteten und eine Geschwindigkeit von 14 Knoten ermöglichten. Das Schiff hatte Platz für 600 Passagiere der Dritten Klasse. Da die Berrima für den reinen Auswandererverkehr gedacht war, gab es keine Erste und Zweite Klasse. Am 20. September 1913 lief das Schiff bei Caird & Company vom Stapel und am 5. Dezember 1913 wurde es der P&O übergeben. Die Jungfernfahrt fand noch im selben Monat statt. Die übliche Route lief von London über Kapstadt nach Melbourne und Sydney.

## Erster Weltkrieg

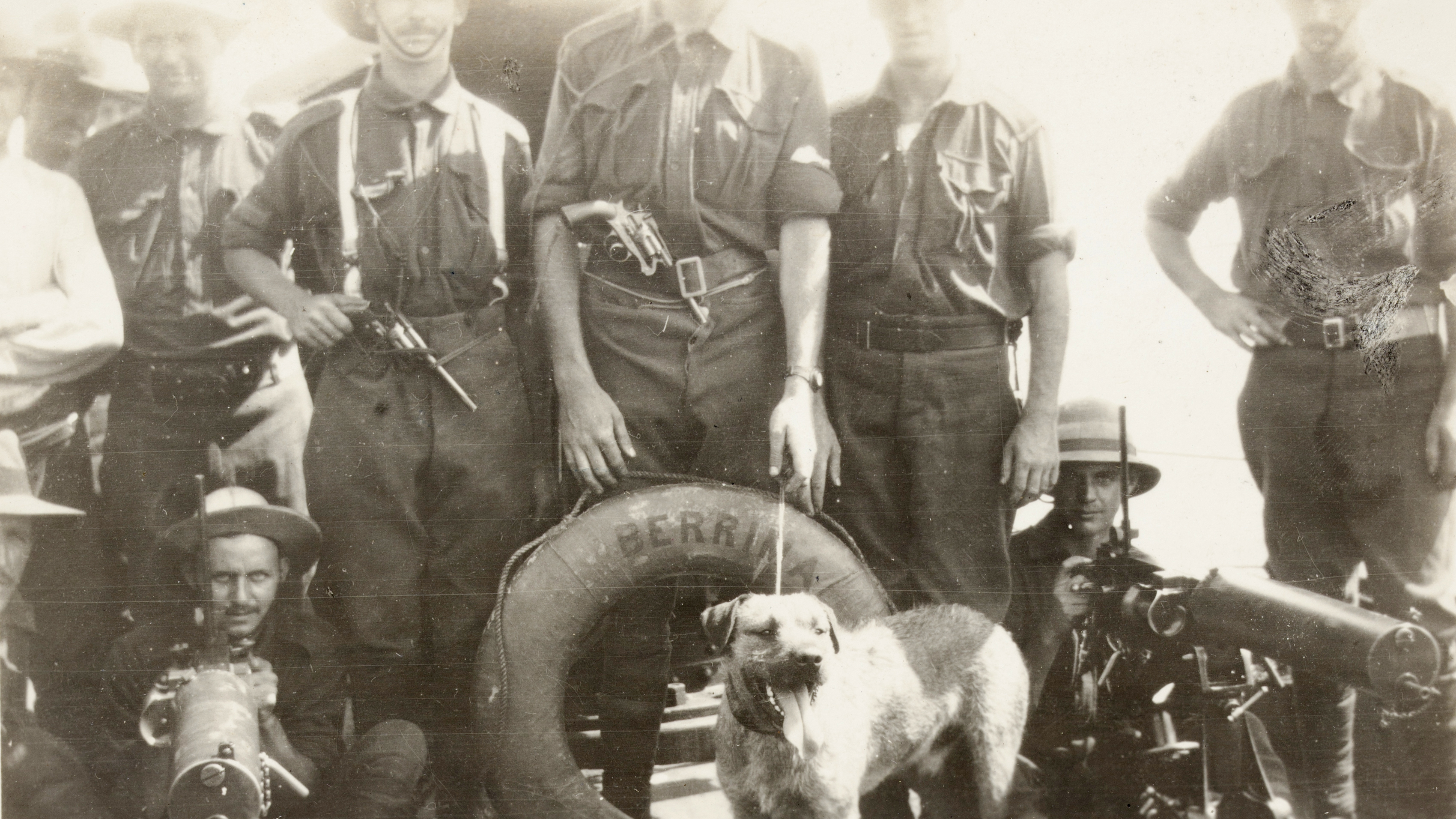
Soldaten der australischen Expeditionsstreitkräfte auf der HMAS Berrima 1914

Nach Ausbruch des Ersten Weltkriegs 1914 wurde die Berrima in den Docks von Cockatoo Island in einen Hilfskreuzer für die Royal Australian Navy (RAN) umgerüstet. Am 19. August 1914 verließ sie Sydney auf ihrer ersten Kriegsfahrt als HMAS Berrima und transportierte dabei Männer der Australian Naval and Military Expeditionary Force (AN&MEF) für Einsätze gegen Deutsch-Neuguinea. Truppenteile wurden jeweils am 11. September in Herbertshöhe (heute Kokopo), am 12. September in Simsponhafen (heute Rabaul) und am 24. September auf der Hauptinsel Neuguineas gelandet. Im März 2010 wurde dem Schiff die Battle Honour „Rabaul 1914“ verliehen, um an dieses Ereignis zu erinnern.
Nach der Rückkehr nach Sydney wurde das Schiff erneut umgerüstet und unter der Bezeichnung HMATT (His Majesty’s Australian Troop Transport) Berrima als Truppentransporter in Dienst gestellt. Im Dezember 1917 lief sie mit australischen und neuseeländischen Soldaten als Teil des zweiten Truppengeleitzugs in den Mittleren Osten aus. Am 31. Dezember 1914 schleppte sie das australische U-Boot AE2 als Teil des zweiten Geleitzugs der Australian Imperial Force aus dem Hafen von Albany (das U-Boot sollte auf Geheiß der RAN und der britischen Admiralität nach Europa eskortiert werden).
1917 fiel das Schiff unter das Liner Requisition Scheme und wurde für Patrouillenfahrten auf dem Nordatlantik eingesetzt. Am 18. Februar 1917 befand sich die Berrima 50 Seemeilen westlich von Portland Bill, der Südspitze der Isle of Portland an der englischen Südküste, als sie von dem deutschen U-Boot U 84 unter dem Kommando von Kapitänleutnant Walter Roehr torpediert wurde (Position 50.22N, 02.44W). Das Schiff befand sich mit australischen Gütern auf einer Überfahrt von Fremantle nach London.
Vier Menschen kamen durch den Torpedoeinschlag ums Leben (nach anderen Quellen handelte es sich um eine Seemine), aber die Berrima ging nicht unter. Die Besatzung verließ das Schiff in den Rettungsbooten und wurde von dem Zerstörer Forester aufgenommen. Die Berrima wurde von dem Schlepper Pilot ins Schlepptau genommen und am nächsten Tag in den Hafen von Portland geschleppt. In Ermangelung eines Trockendocks wurde das Schiff schwimmend repariert.

## Nachkriegsjahre
Nach Kriegsende wurde die Berrima wieder ihren Eignern überstellt und in den australischen Passagierdienst gestellt. Am 1. Februar 1920 befand sie sich mit 275 Passagieren an Bord auf der Rückfahrt nach England, als sie bei Margate an der Küste von Kent aufgrund eines zu spät vom Kapitän korrigierten Lotsenfehlers auf Grund lief. Am darauffolgenden Tag wurde sie von den Schleppern Firm, Lady Brassey, Lady Duncan, Scotia und Java wieder flott gemacht.
Am 24. März 1920 unternahm die Berrima eine einmalige Fahrt für die British India Steam Navigation Company von London über Sues und Colombo nach Brisbane. Im Jahr 1927 wurden 27 Heizer des Schiffs wegen Diebstahls verhaftet. Am 26. April 1929 legte die Berrima zu ihrer letzten Australienfahrt ab. Am 16. Juli 1930 wurde sie für 29.000 Pfund Sterling an Asakichi Kitagawa nach Japan verkauft und in Osaka verschrottet.